# Rous Cup 1985
De Rous Cup 1985 was de eerste editie van de Rous Cup. Bij deze editie werd er slechts een wedstrijd gespeeld, op 25 mei 1985. Schotland won en werd daarmee kampioen.
Deze cup was de verving de British Home Championship, het toernooi tussen de vier landen van het Verenigd Koninkrijk. Dat toernooi werd voor het laatst gespeeld in 1984. Schotland en Engeland kwamen bijeen in Glasgow,  de wedstrijd werd afgewerkt in Hampden Park. Schotland won door een doelpunt van Richard Gough in de 68e minuut.

## Wedstrijd
|                                                  |                   |       |          |                                                                                 |
| 25 mei 1985 «onderlinge duels» 15:00 uur (UTC+1) | Schotland         | 1 – 0 | Engeland | Hampden Park, Glasgow Toeschouwers: 66.489 Scheidsrechter: Michel Vautrot (FRA) |
| 25 mei 1985 «onderlinge duels» 15:00 uur (UTC+1) | Richard Gough 68' |       |          | Hampden Park, Glasgow Toeschouwers: 66.489 Scheidsrechter: Michel Vautrot (FRA) |

| Schotland | Engeland |

| GK         | 1  | Jim Leighton (Aberdeen)             |            |     |
| DF         | 2  | Richard Gough (Dundee United)       |            |     |
| DF         | 3  | Maurice Malpas (Dundee United)      | Kreeg geel |     |
| MF         | 5  | Roy Aitken (Celtic)                 |            |     |
| DF         | 4  | Alex McLeish (Aberdeen)             |            |     |
| DF         | 6  | Willie Miller (Aberdeen)            |            |     |
| MF         | 7  | Gordon Strachan (Manchester United) |            |     |
| MF         | 9  | Graeme Souness (Sampdoria)          |            |     |
| FW         | 10 | Steve Archibald (Barcelona)         | Kreeg geel |     |
| MF         | 8  | Jim Bett (Lokeren)                  |            |     |
| FW         | 11 | David Speedie (Chelsea)             |            | 71' |
| Invallers: |    |                                     |            |     |
| GK         | 12 | Alan Rough (Hibernian)              |            |     |
| MF         | 15 | Paul McStay (Celtic)                |            |     |
| MF         | 16 | Murdo MacLeod (Celtic)              |            | 71' |
| FW         | 17 | Mo Johnston (Celtic)                |            |     |
| FW         | 14 | Paul Sturrock (Dundee United)       |            |     |
| Coach:     |    |                                     |            |     |
| Jock Stein |    |                                     |            |     |

| GK           | 1  | Peter Shilton (Southampton)          |            |     |
| DF           | 2  | Viv Anderson (Arsenal)               |            |     |
| DF           | 3  | Kenny Sansom (Arsenal)               |            |     |
| DF           | 4  | Terry Fenwick (Queen's Park Rangers) |            |     |
| DF           | 5  | Terry Butcher (Ipswich Town)         |            |     |
| MF           | 10 | Glenn Hoddle (Tottenham Hotspur)     |            | 79' |
| MF           | 6  | Ray Wilkins (Milan)                  | Kreeg geel |     |
| MF           | 7  | Bryan Robson (Manchester United)     |            |     |
| FW           | 8  | Trevor Francis (Sampdoria)           |            |     |
| FW           | 9  | Mark Hateley (Milan)                 |            |     |
| MF           | 11 | John Barnes (Watford)                |            | 63' |
| Invallers:   |    |                                      |            |     |
| GK           | 12 | Gary Bailey (Manchester United)      |            |     |
| DF           | 14 | Dave Watson (Norwich City)           |            |     |
| MF           | 16 | Chris Waddle (Newcastle United)      |            | 63' |
| FW           | 15 | Kerry Dixon (Chelsea)                |            |     |
| FW           | 17 | Gary Lineker (Leicester City)        |            | 79' |
| Coach:       |    |                                      |            |     |
| Bobby Robson |    |                                      |            |     |